# يوفان راديفويفيتش
يوفان راديفويفيتش هو لاعب كرة قدم صربي في مركز الوسط، ولد في 29 أكتوبر 1982 في نوفي ساد في صربيا. لعب مع راد بيوغراد ونادي أو إف كيه بيوغراد ونادي بروليتر نوفي ساد وهايدوك كولا.